# 2006年3月29日日食
2006年3月29日日食是一次日全食，發生於2006年3月29日。新月當天（即朔日），地球上觀測到月球和太阳的角距離極小，此時月球如果恰好在月球交點附近，穿過太阳和地球之間，與地球、太阳接近一直線，則會出現日食。月球本影接觸地表而使該區域完全得不到陽光，就會形成日全食，同時在本影兩側數千公里的半影範圍內遮擋部分陽光，形成日偏食。此次日全食經過了巴西、加纳、科特迪瓦、贝宁、多哥、奈及利亞、尼日尔、乍得、利比亚、埃及、希腊、土耳其、格鲁吉亚、俄罗斯、哈萨克斯坦、蒙古，日偏食則覆蓋了西至南美洲東部、東至东亚中西部、北至北冰洋、南至南部非洲的廣大地區。多國科學家均對此次日全食做了觀測研究，全食帶經過的許多國家也都出現了遊客高峰，其中少數國家，例如利比亚，還一度改變了原先遊客稀少的局面。

## 日食概況

### 出現區域
巴西東北角在日出時最先看到日全食，月球本影于8:36在那里第一次接触到地表。當地正處在晨昏圈上，此時月球本影在地表覆蓋的轨迹宽度是129公里，轨迹中心處的全食持续时间约为1分53.5秒。隨後本影以9公里/秒的速度快速离开巴西，并在接下来的半小时里不接触任何陆地直接穿过大西洋。穿过赤道以后，本影进入几内亚湾，并于9:08在加纳海岸登陸非洲。这时太阳位于东方地平线以上44°，全食持续时间为3分24秒。全食轨迹宽度此时已扩展到184公里，相对地面移动速度减慢到0.958公里/秒。然後本影向東北穿過非洲大陸，在利比亚邁爾祖格省南部達到最大食分，太阳在地平線上的高度也達到最大的67°，全食軌跡寬度增至184公里，相對地面移動的速度減至0.697公里/秒。此後本影又從利比亚與埃及海岸交界處進入地中海，覆蓋土耳其海岸的希腊島嶼並斜貫土耳其，穿過黑海東南部後在格鲁吉亚再次登陸，不久後進入俄罗斯，並擦過裏海北端，向東穿越哈萨克斯坦，第二次進入俄罗斯。最後本影短暫劃過蒙古境內，於當地日落時分11:48離開地表。全過程中，本影完全覆蓋了兩個首都——加纳阿克拉和哈萨克斯坦阿斯塔納，此外多哥洛美位於全食帶南緣，其西北郊能看到日全食。欧洲最高峰厄爾布魯士山也被全食帶完全覆蓋。
本影覆蓋了全球表面0.41%的面積，在地表總長14500公里，其中陸地包括：
- 巴西：北里約格朗德州南部、帕拉伊巴州北部；
- ：西部地區南部、中部地區除西北部外的大部、阿散蒂地區南部、東部地區除西北側外的大部、大阿克拉地區、布朗阿哈福地區東南角、沃爾特地區中南部；
- ：南科莫埃區東南角，亦是該國最東南部的區域；
- 多哥：濱海區除東南部外的大部、高原區除北部兩小角外的絕大部分、中部區南部；
- ：莫諾省北部、庫福省除東南角外的大部、大西洋省西北部、祖省除東南部外的大部、高原省北部、丘陵省、峽谷省南部、博爾古省東南部；
- 奈及利亞：奧貢州西北部、奧約州西北半部、夸拉州西北半部、尼日尔州中西部、凱比州東南部、索科托州東北和東南兩角、卡杜納州西北部、扎姆法拉州除西北側外的大部、卡齊納州除東南部外的大部、卡諾州西北部、吉加瓦州西北部；
- 尼日尔：馬拉迪大區東南部、津德爾大區中部偏西北、迪法大區西北部、阿加德茲大區東南部；
- ：提貝斯提區西北部；
- 利比亞：邁爾祖格省東南部、庫夫拉省西北部、朱夫拉省東南部、綠洲省中部偏東南、布特南省中部偏北，其中在邁爾祖格省南部、距乍得邊境約4.5公里處達到最大食分；
- 埃及：馬特魯省西北部；
- 希腊：卡斯泰洛里佐岛；
- 土耳其：安塔利亚省除東西兩側外的大部、穆拉省極東南角、布爾杜爾省東南部、伊斯帕爾塔省南部、科尼亚省東部和南部、卡拉曼省西北部、尼代省西北部、阿克萨赖省、安卡拉省東南部、克爾謝希爾省除西北側外的大部、內夫謝希爾省、開塞利省西北部、約茲加特省除西端外的大部、喬魯姆省東南部、阿马西亚省東南半部、托卡特省、錫瓦斯省西北部、薩姆松省東部、奧爾杜省、吉雷松省中北部、居米什哈內省西北部、特拉布宗省西部；
- ：古里亞大区西北部、薩梅格雷洛-上斯瓦內蒂大区除東南部外的大部、阿布哈茲除西部外的大部（實際獨立）、伊梅雷蒂大区西北部、拉恰-列其呼米和下斯瓦内蒂大区西北半部；
- 俄羅斯：第一次入境經過北高加索聯邦管區的卡拉恰伊-切尔克斯共和国東南半部、卡巴爾達-巴爾卡爾共和國、北奥塞梯-阿兰共和国西北部、印古什共和国北部、斯塔夫罗波尔边疆区東南部、车臣共和国西北部、达吉斯坦共和国北部，南部聯邦管區的卡尔梅克共和国東南部、阿斯特拉罕州南部，第二次入境經過西伯利亚联邦管区的阿尔泰边疆区東南部、阿尔泰共和国西北部、科麦罗沃州東南角、哈卡斯共和國南部、克拉斯諾亞爾斯克邊疆區南端、图瓦共和国中部；
- ：阿特勞州中部偏南、阿克托貝州中部偏北、庫斯塔奈州東南部、阿克莫拉州東南部、卡拉干達州西北部、巴甫洛達爾州中部偏南、東哈薩克斯坦州西北角；
- 蒙古国：從庫蘇古爾省西北部入境後不久即離開地表。[4][5]

除了狹窄的全食帶內能看見日全食之外，月球半影覆蓋範圍內都能看到日偏食，包括巴西東部、法屬圭亞那東半部、除東南部分區域外的非洲大部、格陵兰東部、除冰岛西北部外的幾乎整個欧洲、西伯利亚西部、西亚、中亚、南亚北部、中國西部、蒙古中西部、缅甸北部。

此次日全食過程中月影在地表移動的動畫

### 基本參數
- 類型：日全食
- 食甚中心處（位於利比亚邁爾祖格省南部）資料：
  - 時間：2006年3月29日10:11:17.6
  - 地點：23°8.9′N 16°45.0′E / 23.1483°N 16.7500°E
  - 食分：1.0515（全食帶內最大）
  - 本影寬度：183.5公里
  - 日全食持續時間：4分6.7秒
- 全食最長處資料：
  - 時間：2006年3月29日10:11:40
  - 地點：23°16′N 16°51′E / 23.267°N 16.850°E
  - 本影寬度：183.4公里
  - 日全食持續時間：4分6.8秒（全食帶內最長）[7]

## 觀測
地球繞太阳、月球繞地球公转及月球交點的移動均有規律，只要數據足夠準確，就能夠精確計算出過去及將來的日食，也能為日食觀測提前做準備。日全食發生時，在月球本影區域內，月球完全遮蔽了太阳的光球部分，在短暫的時間內出現類似黑夜的景象。比光球暗得多、平時無法看見的色球、日冕和日珥都在此時出現，在日冕儀發明之前，這是研究太陽大氣的唯一機會。而在本影以外數千公里的半影區域內，月球只遮擋了部分陽光，發生日偏食，並未形成類似黑夜的景象，能看到的只是太阳形狀有所殘缺，色球、日冕和日珥等光球以外的部分仍然無法看到。
巴黎天文台派了一支由學生和協調員組成的觀測隊前往贝宁薩瓦盧，當地的全食階段開始於9:18:27（UTC），觀測隊拍攝到了清晰的日冕照片。而靠近土耳其海岸的希腊卡斯泰洛里佐岛是歐盟境內唯一能看到日全食的地方，當地的全食階段開始於約10:53（UTC），共持續約3分鐘。威廉姆斯学院在當地做了多項實驗，並拍攝了日冕照片。太陽和太陽風層探測器同時做了輔助觀測，以對比太空和地面拍攝的太阳照片。另一研究項目是在考慮多重散射的情況下，用三維模型來模擬全食帶內的光強，實驗中用了蒙地卡羅方法來預測天空顏色和明暗程度，此外也研究了日冕直接照射產生的影響。該項目的目的是計劃並優化此後的日射量研究。而俄罗斯科學家在北高加索一處雪山環繞的巴克桑河峽谷觀測了日全食，當地海拔1800米，距離海拔5642米的俄罗斯最高峰、亦是欧洲最高峰厄爾布魯士山25公里，科學家做了日冕偏振現象等多項研究。
當時穆阿迈尔·卡扎菲領導的利比亚曾因洛克比空難受到制裁，且有嚴格的禁酒令，是地中海沿岸遊客最少的地區。為了推動旅游業，利比亚政府動員5家國營旅遊公司應對大量遊客，並在位於撒哈拉沙漠內部、觀測條件極佳的瓦烏納穆斯地區搭建了能容納7000人的帳篷村，但只對天文學家開放，普通遊客則被引導至該國與埃及邊界附近的巴坦。而儘管利比亚有意吸引各國遊客，以色列人仍被拒絕入境。美国国家航空航天局科學家也與利比亚科學家聯合進行了觀測和研究活動，拍攝了照片及視訊影像。
中國天文學會組織的20人觀測隊前往埃及塞盧姆做了觀測，當地與相鄰的利比亚觀測條件均很好，觀測隊順利看到並拍攝了贝利珠、日冕、日珥等。而當時的埃及總統穆罕默德·胡斯尼·穆巴拉克、國防部長穆罕默德·侯赛因·坦塔维等官員也乘直升機到達當地，與科學家及遊客共同觀看了日全食。

## 社會影響
在中部安那托利亞地區的一些偏遠村莊，有傳言稱日食後的幾天內會有大地震，一些研究人員也做出類似預測。而1999年8月17日的伊茲密特地震發生於1999年8月11日日食後僅6天，那次日全食也經過了土耳其，這加劇了民眾的恐慌。儘管政府試圖消除這種恐慌，尼克薩爾部分村莊居民仍要求在日全食後2個月內離開原居住地，改住帳篷。
日全食次日，澳大利亚和新西兰的卫星电视中斷了13小時，共約55萬觀眾受到影響。運營公司天空電視台（Sky Television）稱，由於電信公司的Optus B1衛星發生故障之前處於月球陰影區，需要先對電池充電，而信號無法同步恢復。但有天文學家指出這只是荒謬的藉口，衛星僅在月球陰影中停留了4分鐘，而所謂的「停電」發生於日食之後21小時。

## 照片

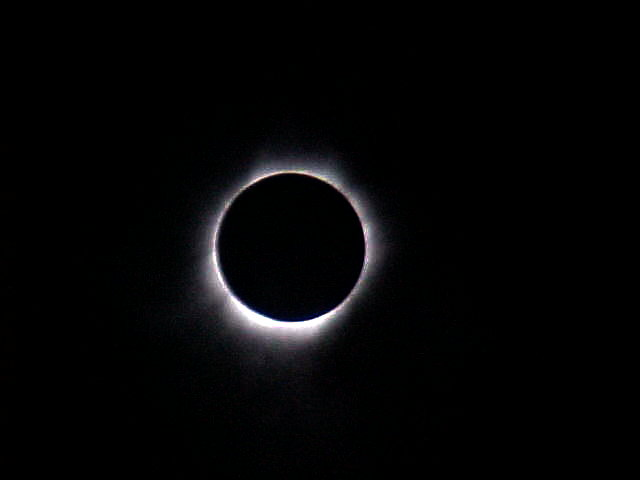
加纳海岸角的日全食（9:10 UTC）
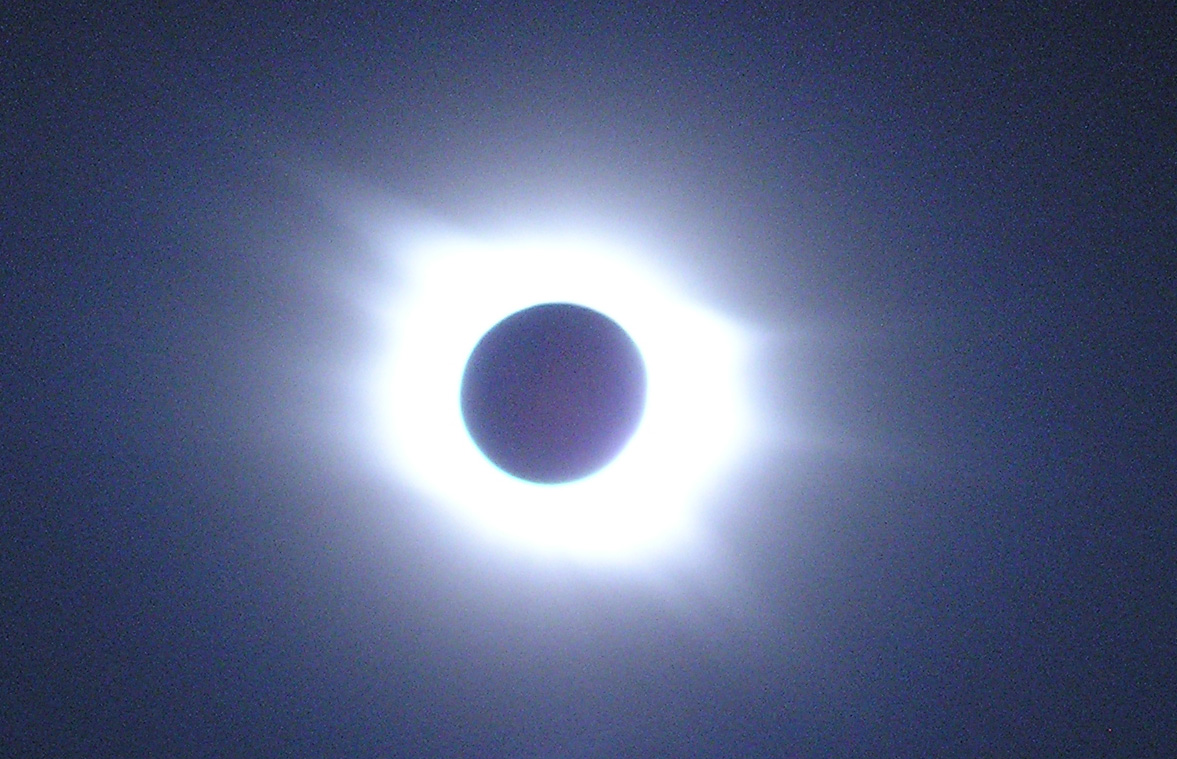
利比亚撒哈拉沙漠的日全食（10:11 UTC）
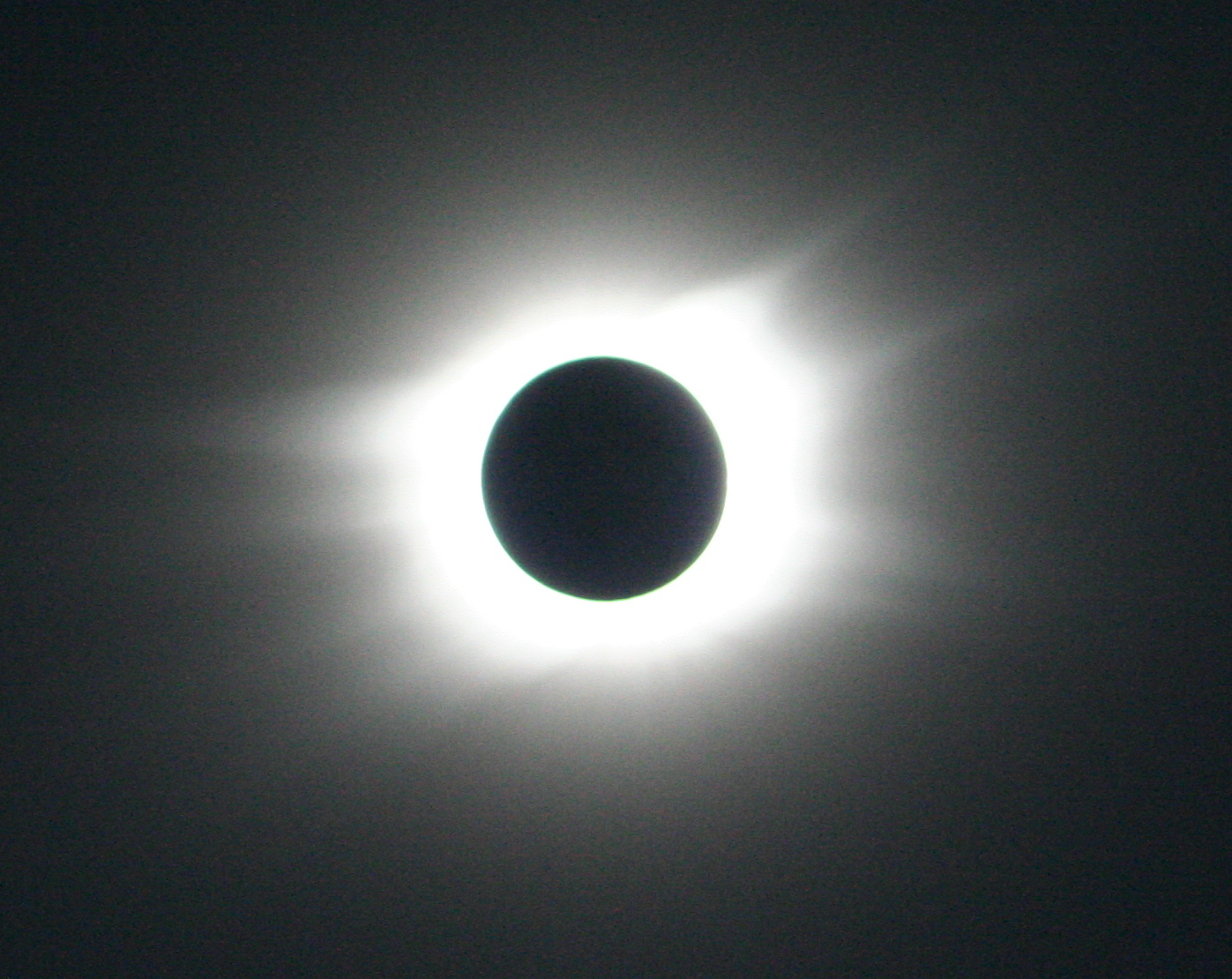
利比亚邁爾祖格省的日全食（10:16 UTC）
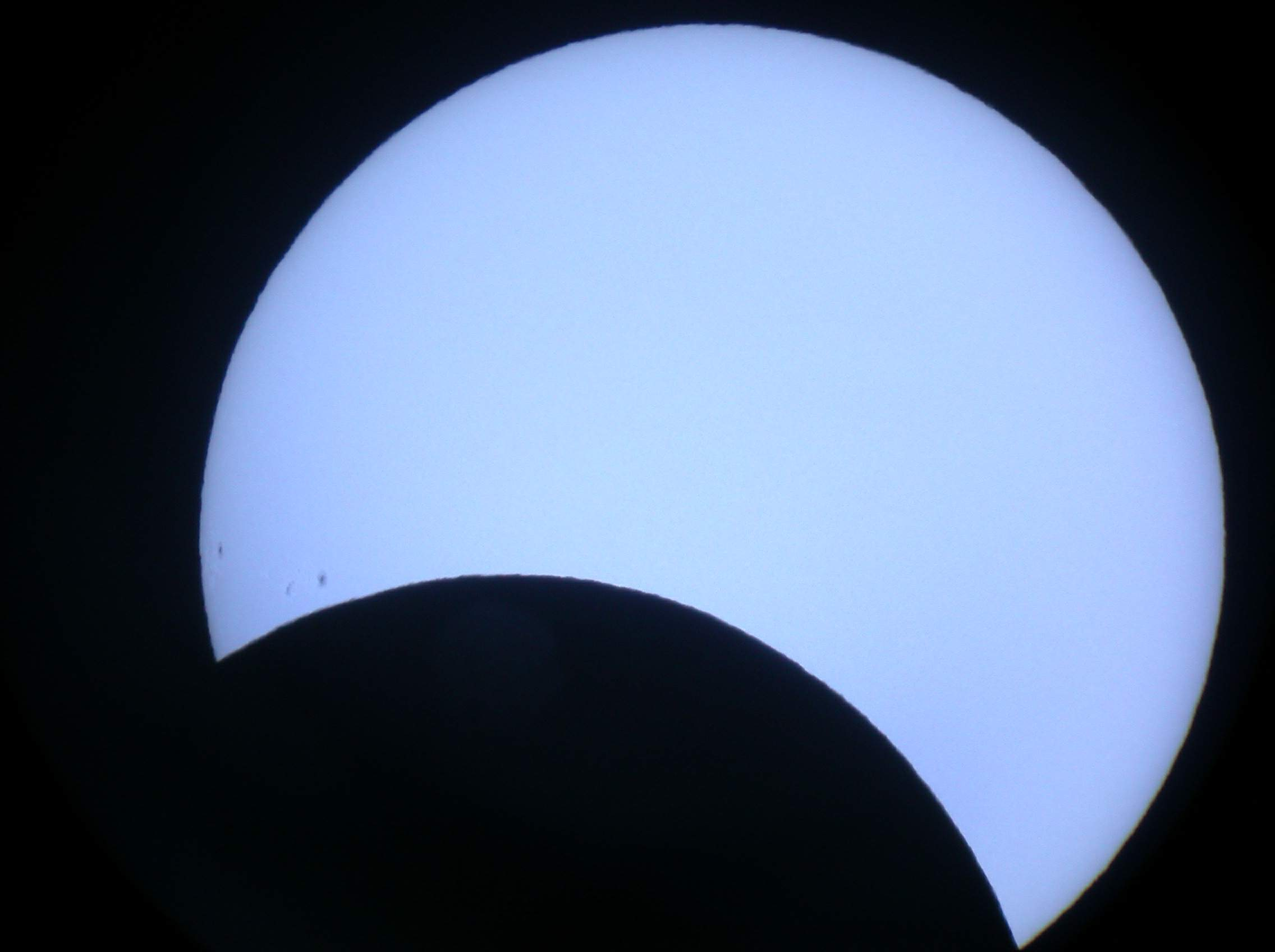
西班牙瓦倫西亞的日偏食（10:16 UTC）
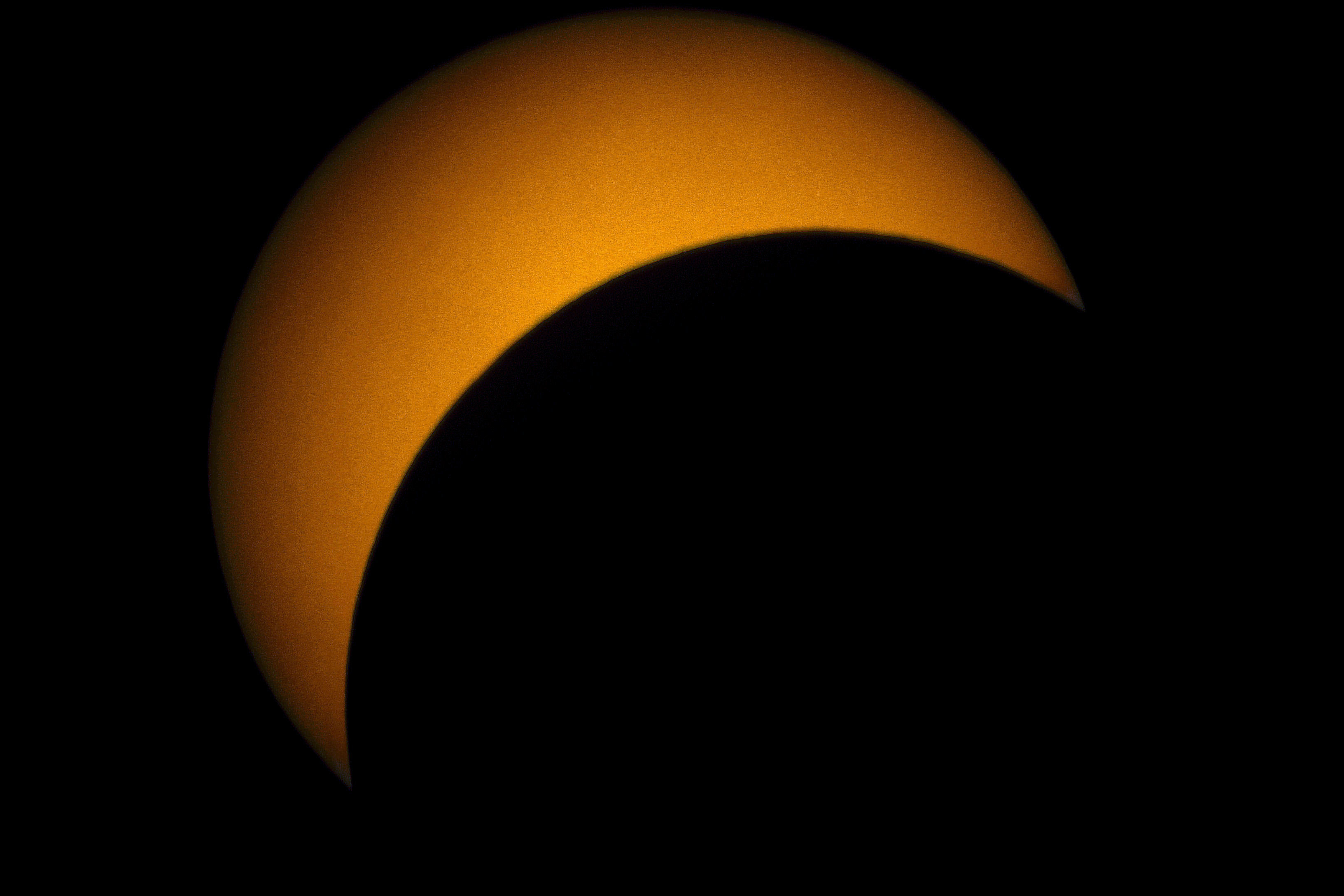
意大利奧里亞的日偏食（10:39 UTC）
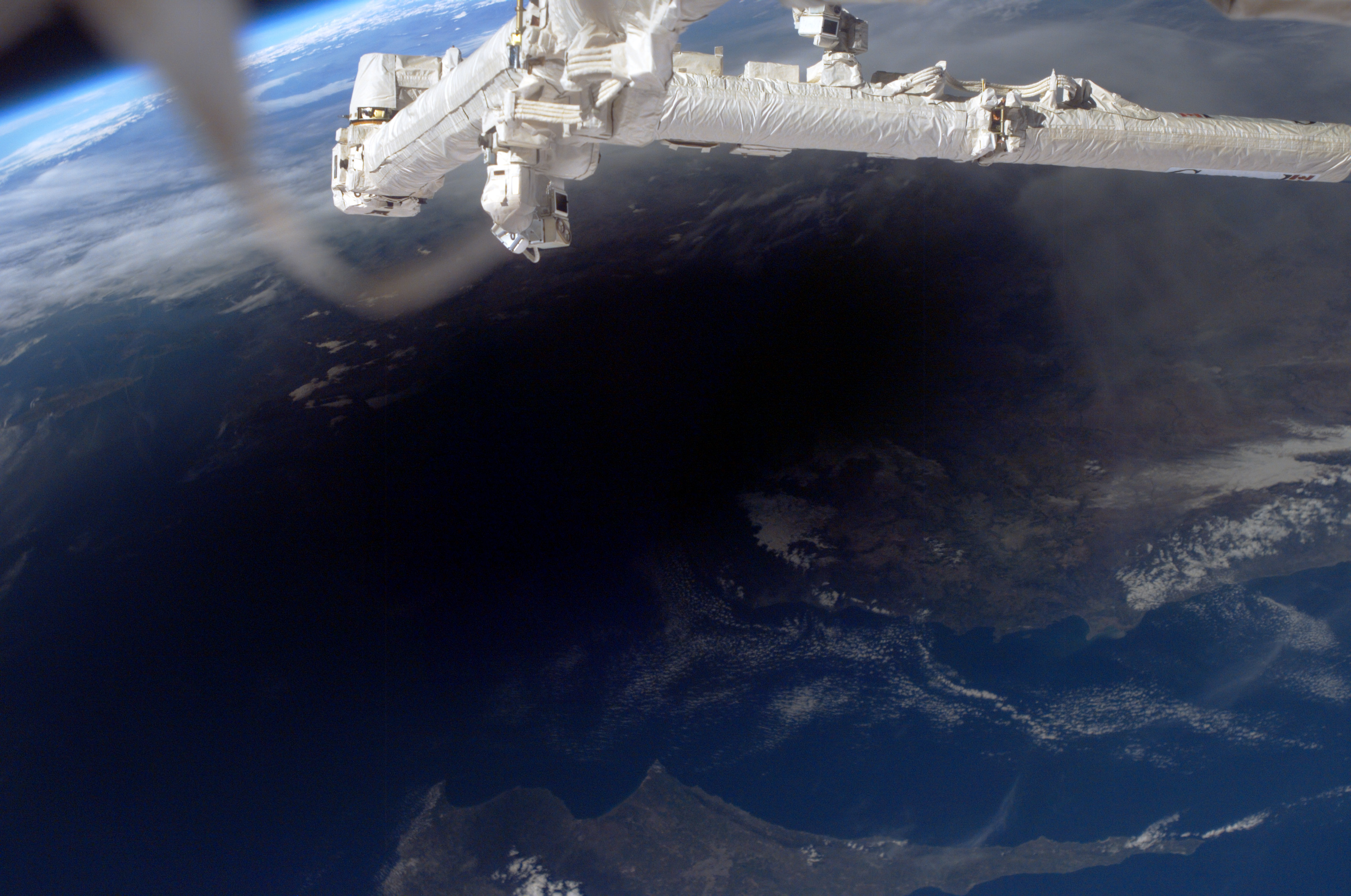
土耳其和賽普勒斯上空的国际空间站拍攝的地球（10:50 UTC）
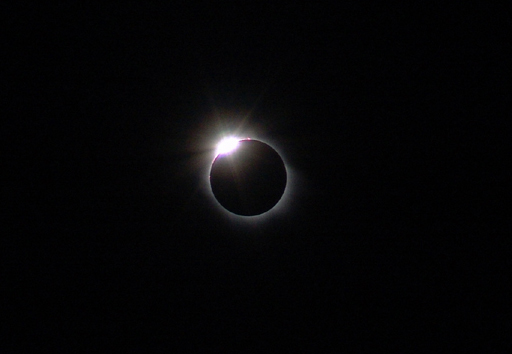
土耳其西代的日全食（10:55 UTC）
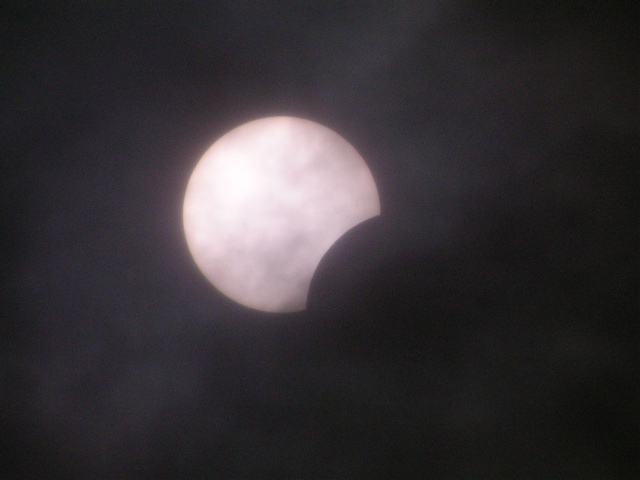
英国伯克翰斯德的日偏食（11:01 UTC）
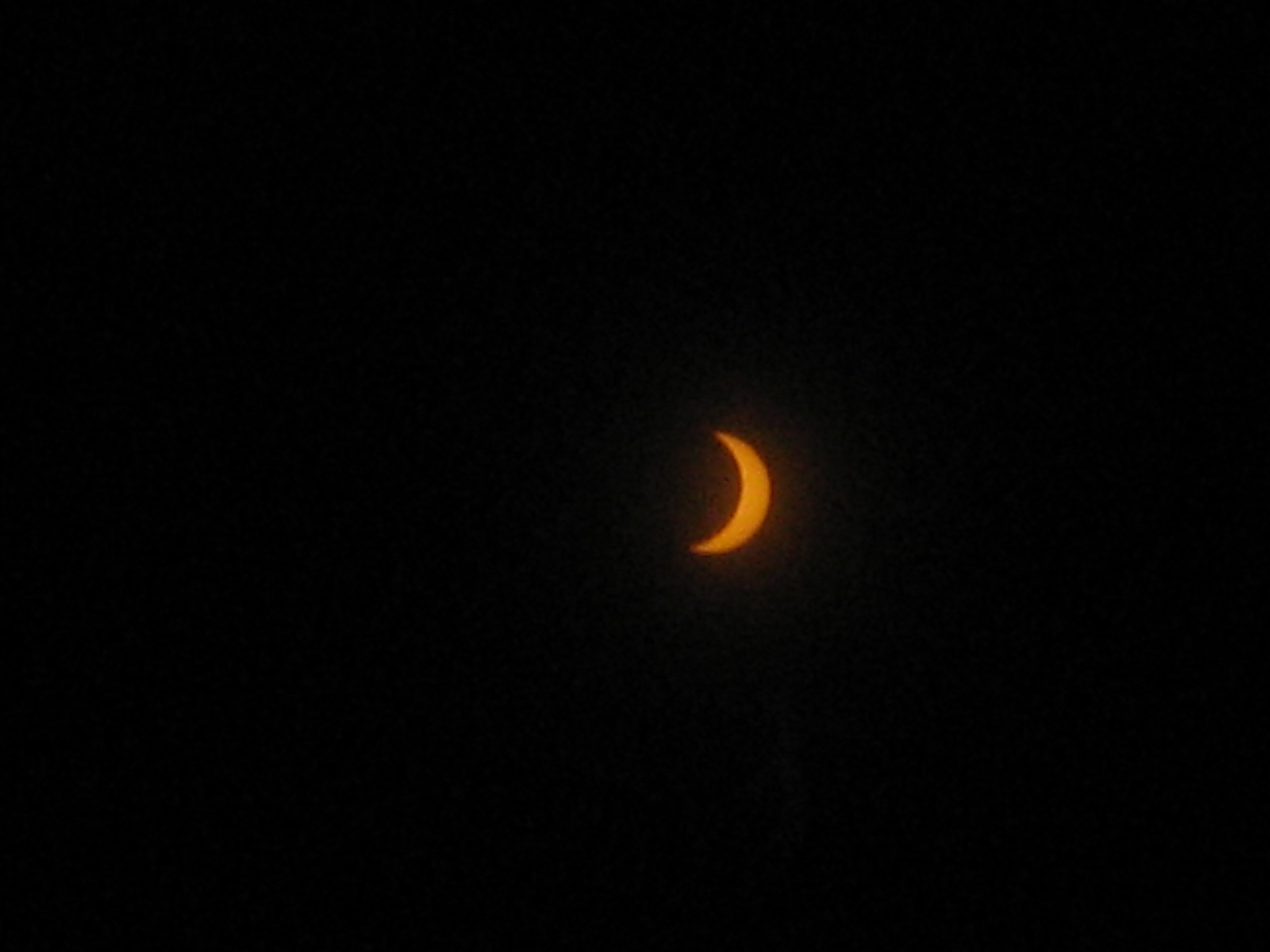
希腊馬魯西（希臘語：Μαρούσι）的日偏食（11:01 UTC）
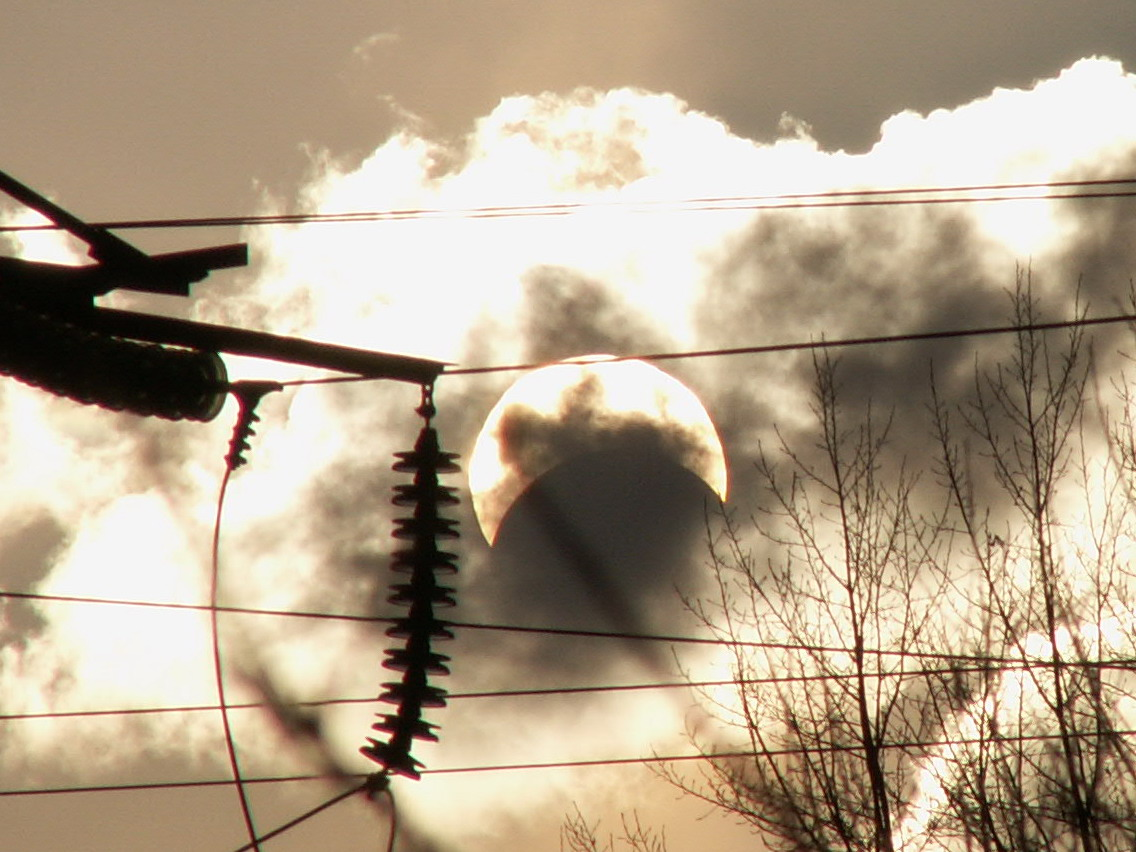
俄罗斯克拉斯諾亞爾斯克的日偏食（11:20 UTC）
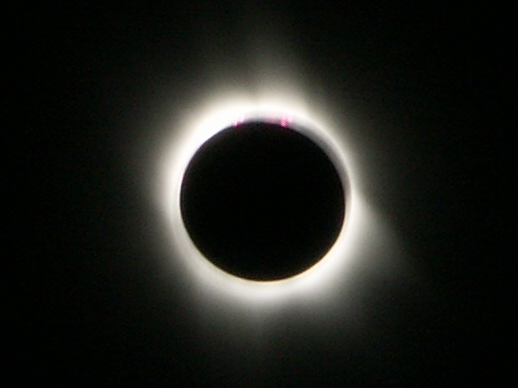
俄罗斯卡尔梅克共和国拉甘的日全食（11:23 UTC）
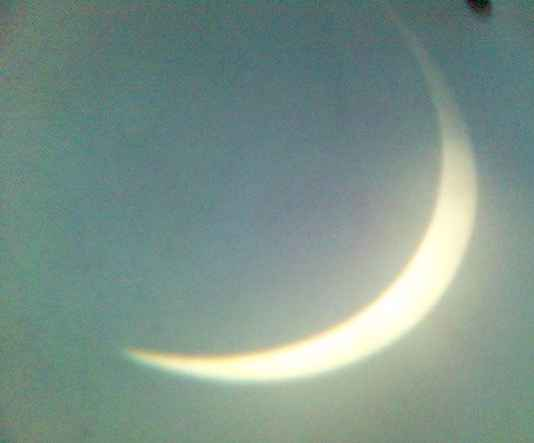
俄罗斯新西伯利亚的日偏食（11:42 UTC）
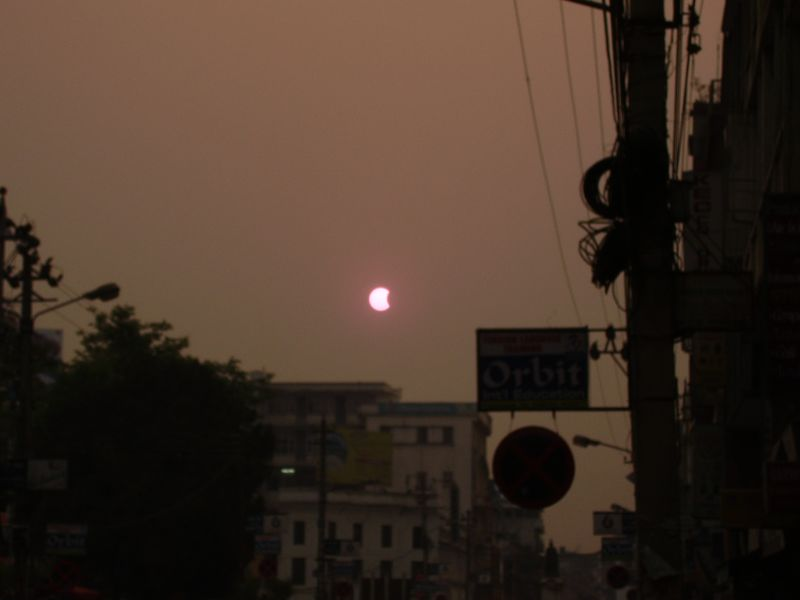
尼泊爾加德滿都的日偏食（12:01 UTC）
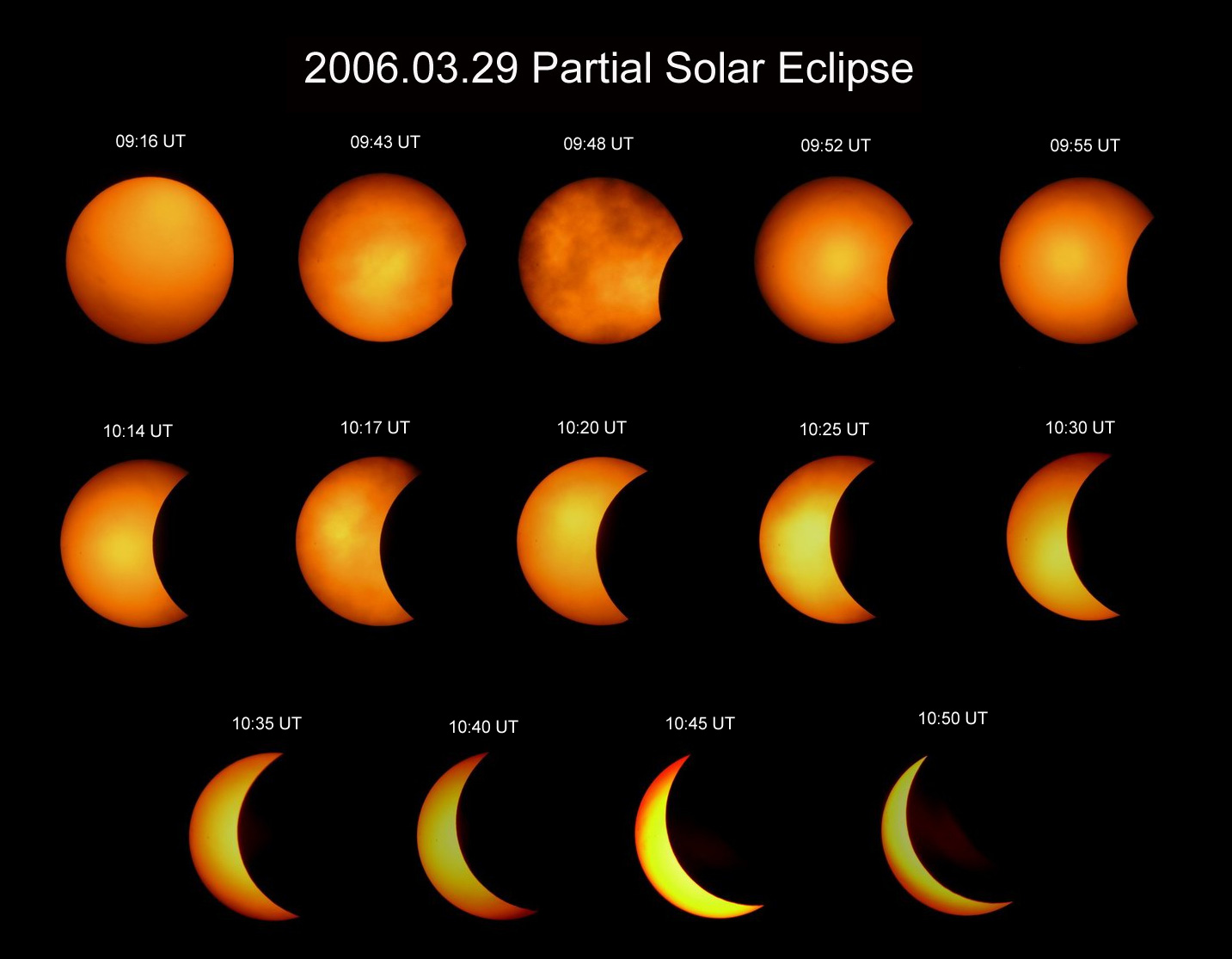
以色列德加尼亞-阿萊夫（希伯來語：דגניה א'）的日偏食照片集
埃及塞盧姆（英语：Sallum）的日全食全程動畫

## 相關的日食

### 2004-2007年的日食
月球交替位於相對的月球交點時，以半個交點年（食年），即約177天又4小時間隔出現下列日食。
| 日食列表  |           |           |           |           |           |           |           |           |           |           |           |
| 1997-2000 | 2000-2003 | 2004-2007 | 2008-2011 | 2011-2014 | 2015-2018 | 2018-2021 | 2022-2025 | 2026-2029 | 2029-2032 | 2033-2036 | 2036-2039 |

| 升交點                     | 升交點                   |                            | 降交點                    | 降交點 |
| 沙羅週期                   | 地圖                     | 沙羅週期                   | 地圖                      |        |
| 119                        | 2004年4月19日 偏食（南） | 124                        | 2004年10月14日 偏食（北） |        |
| 129 委內瑞拉奈瓜塔的日偏食 | 2005年4月8日 全環食      | 134 西班牙馬德里的日環食   | 2005年10月3日 環食        |        |
| 139 土耳其西代的日全食     | 2006年3月29日 全食       | 144 巴西聖保羅的日偏食     | 2006年9月22日 環食        |        |
| 149 印度齋浦爾的日偏食     | 2007年3月19日 偏食（北） | 154 阿根廷科爾多瓦的日偏食 | 2007年9月11日 偏食（南）  |        |

### 沙羅周期
沙羅周期長度為18年11天。本次日食屬於沙羅周期139，共包含71次日食，依次為1501年5月17日至1609年7月30日的7次日偏食、1627年8月11日至1825年12月9日的12次全環食（亦稱混合食）、1843年12月21日至2601年3月26日的43次日全食、2619年4月6日至2763年7月3日的9次日偏食，總共歷時1262.11年。其中最長的全食為本周期第39次日食，發生於2186年7月16日，共持續7分29秒，是公元前4000年至公元6000年間持續時間最長的日全食。
下表列舉了1901年至2200年間發生的屬於該周期的日食，是第24至39次：
| 24            | 25            | 26            |
| ------------- | ------------- | ------------- |
| 1916年2月3日  | 1934年2月14日 | 1952年2月25日 |
| 27            | 28            | 29            |
| 1970年3月7日  | 1988年3月18日 | 2006年3月29日 |
| 30            | 31            | 32            |
| 2024年4月8日  | 2042年4月20日 | 2060年4月30日 |
| 33            | 34            | 35            |
| 2078年5月11日 | 2096年5月22日 | 2114年6月3日  |
| 36            | 37            | 38            |
| 2132年6月13日 | 2150年6月25日 | 2168年7月5日  |
| 39            |               |               |
| 2186年7月16日 |               |               |

## 外部連結
- NASA日食專頁（页面存档备份，存于）（英文）
- 可見區域圖和時間統計：由弗雷德·埃斯佩纳克做出的日食預報，NASA/GSFC
  - Google互動地圖呈現的日食範圍
  - 貝塞爾元素
- Google地圖顯示的日全食和日偏食範圍（页面存档备份，存于）（法文）（英文）

圖片：
- 1954-2008年歷次日全食的日冕（页面存档备份，存于），本次拍攝於利比亚图卜鲁格（法文）（英文）
- 土耳其的照片（页面存档备份，存于）（英文）
- 埃及的照片（页面存档备份，存于）（英文）
- 利比亚的照片（页面存档备份，存于）（英文）
- 利比亚和土耳其的日全食照片Archive.today的存檔，存档日期2013-02-09，克雷福德莊園天文學會（英语：Crayford Manor House Astronomical Society）拍攝（英文）
- Spaceweather.com的多地日全食及日偏食照片（页面存档备份，存于）（英文）
- 不永恆的礸石，2006年3月30日每日一天文圖，拍攝於希腊卡斯泰洛里佐岛
- 土耳其上空的日全食，2006年4月4日每日一天文圖，拍攝於土耳其安塔利亚省庫姆盧賈的阿德拉桑（英语：Adrasan, Kumluca）
- 日冕，2006年4月7日每日一天文圖，拍攝於土耳其西代，同一張圖的更大版本於2009年7月26日再次入選每日一天文圖壯麗的日冕
- 消失中的本影（天空及地面景觀），2006年4月8日每日一天文圖，拍攝於土耳其開塞利省恩傑蘇（英语：İncesu, Aksaray）東南數公里的哈桑山前
- 土耳其西代的日全食（页面存档备份，存于）（英文）
- 土耳其各地的日全食時間（页面存档备份，存于）（土耳其文）（英文）

| \| \| 日食 \|                             |                              |                                           |
| 上一次日食： 2005年10月3日日食 （日環食） | 2006年3月29日日食 （日全食） | 下一次日食： 2006年9月22日日食 （日環食） |
| 上一次日全食： 2003年11月23日日食         | 2006年3月29日日食 （日全食） | 下一次日全食： 2008年8月1日日食           |
|                                           | 日食                         |                                           |